# Biocatalisi
La biocatalisi si riferisce all'uso di sistemi viventi (biologici) o delle loro parti per accelerare (catalizzare) reazioni chimiche. Nei processi biocatalitici, catalizzatori naturali come gli enzimi, effettuano trasformazioni chimiche su composti organici. 
Tramite enzimi e altri biocatalizzatori vengono accelerate le reazioni chimiche attraverso le quali convertire le biomasse, i composti organici. È applicata nella produzione di biocarburanti e polimeri, nel trattamento dei rifiuti e nella produzione di farmaci.
Catalizzare una reazione chimica significa aumentare la velocità di una reazione chimica utilizzando catalizzatori che abbassando l'energia di attivazione di una reazione, abbassando di fatto la barriera energetica che i reagenti devono superare per formare i prodotti. L'energia di attivazione di una reazione chimica è determinata da diversi fattori, tra cui la natura dei reagenti, la temperatura e la pressione.
I biocatalizzatori hanno una serie di vantaggi rispetto ai catalizzatori tradizionali, come i metalli, in quanto sono più efficienti, più specifici e più sostenibili.
Gli enzimi sono proteine che catalizzano reazioni chimiche in modo molto efficiente e specifico, in grado di accelerare notevolmente le reazioni chimiche, senza consumarsi nel processo.
Gli enzimi insieme ai batteri vengono utilizzati per convertire biomassa in biocarburanti (come etanolo e biodiesel). Con gli enzimi si accelerano il processo di trasformazione dei batteri dai rifiuti organici alimentari ad opera dei batteri, ottenuti con la raccolta differenziata, e dai rifiuti vegetali (erba, foglie, ecc) attraverso il quale si produce biogas, un combustibile gassoso che può essere utilizzato per generare elettricità, calore o utilizzato per alimentare motori a benzina (convertiti a gas) nonché produrre il compost detto anche terricciato o composta. 
Il materiale organico viene processato all'interno di silos chiamati anche "biodigestori", dove avviene la digestione aerobica, con un processo di gassificazione, ovvero la bio-ossidazione che produce biogas, composto per il 60% da metano e per il 40% da anidride carbonica e vari altri composti. Con un ulteriore sistema di filtraggio viene separato il gas dagli acidi organici rimanenti, un processo finale che purifica il gas dai residui e isola la molecola di anidride carbonica, che poi trova impiego nei settori industriale e alimentare.

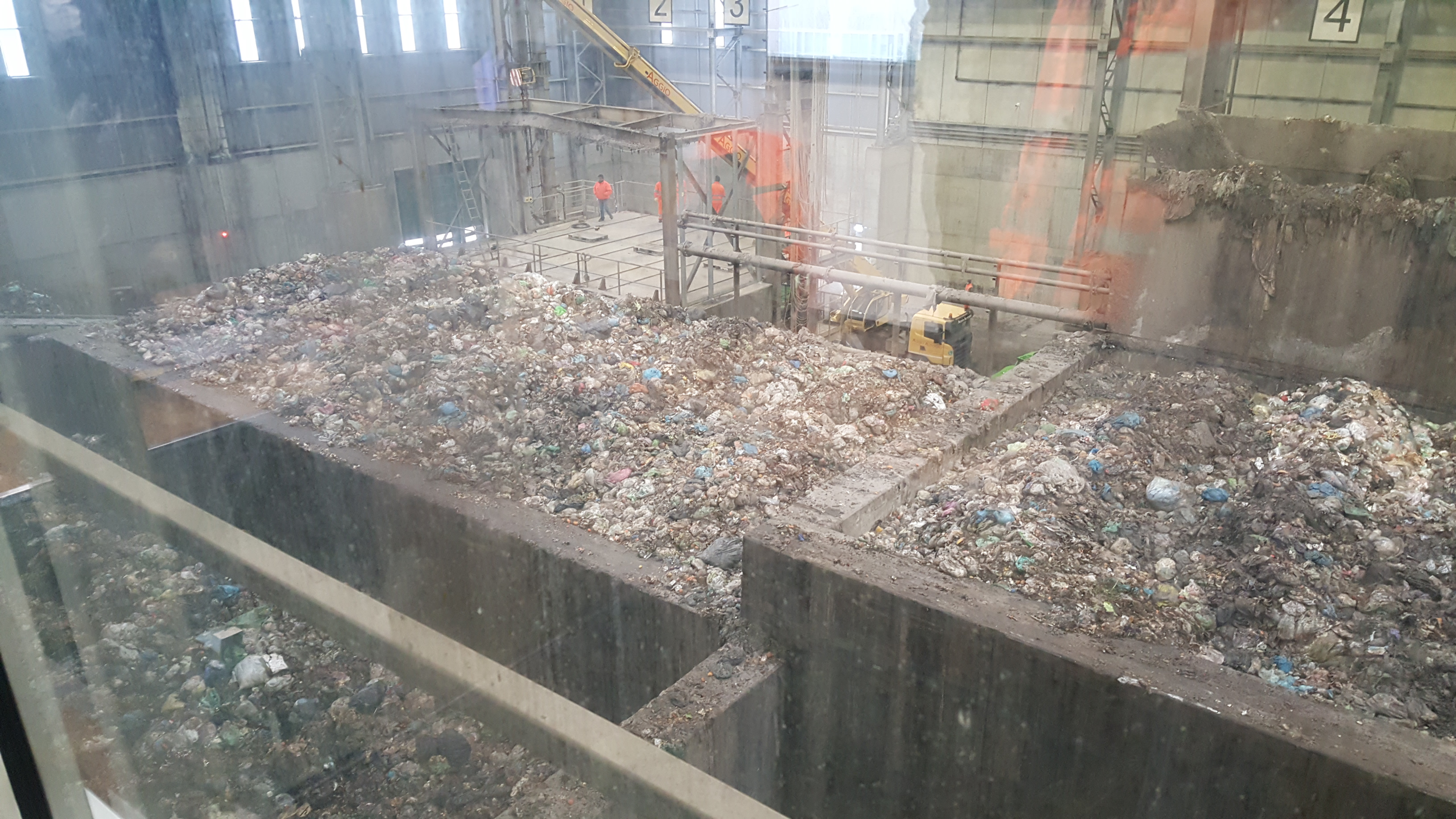
Vasca di raccolta rifiuti organici

Dalla canna da zucchero o il mais si produce l'etanolo, un biocarburante liquido che può essere utilizzato nei motori a combustione interna ad accensione comandata. 
Con la tecnologia biocatalitica si riescono a convertire biomasse in biopolimeri realizzando anche la plastica biodegradabile.
| Controllo di autorità | Thesaurus BNCF 77152 |